# Ruské studentské křesťanské hnutí
Ruské studentské křesťanské hnutí (rusky Русское студенческое христианское движение, zkr. РСХД) je sdružení křesťanské (respektive pravoslavné) ruské mládeže v emigraci, které si kladlo za cíl spojení pravoslavné mládeže a její vedení k ucelenému křesťanskému světonázoru. Jeho úkolem byla také příprava pravoslavných kazatelů pro podporu víry v podmínkách šířícího se materialismu a ateismu.

## Dějiny
Hnutí vzniklo v roce 1923 sloučením již existujících křesťanských studentských organizací v různých evropských městech.

### Vznik hnutí
Od 1. do 8. října 1923 za součinnosti a podpory YMCA (Young Men's Christian Association) a Světové křesťanské studentské federace v československém Prešově proběhl zakládací sjezd představitelů většiny ruských mládežnických křesťanských organizací Evropy, na němž byl položen základ hnutí a vyhlášeno jeho pravoslavné zaměření. Prvního setkání РСХД se zúčastnili také význačné duchovní osobnosti ruské emigrace, jako např.: S. N. Bulgakov, A. V. Kartašov, V. F. Marcinkovskij, N. N. Afanasjev a další.
Sjezd dostal oficiální požehnání pravoslavné hierarchie, kterého se zúčastnila hlava Československé pravoslavné církve, archiepiskop Savvatij (Vrabec), ruský episkop v Praze vladyka Sergij (Koroljov), a také episkop Venjamin (Fedčenkov), tehdejší vikář archiepiskopa Savvatije na Podkarpatské Rusi.

### Hnutí před druhou světovou válkou
V roce 1925 se konal druhý sjezd ve Francii, kde se řešilo zásadní dilema o směřování hnutí. Hlavními oponenty byli Nikolaj Alexandrovič Berďajev episkop Venjamin (Fedčenkov), kdy Berďajev chápal křesťanství jako náboženství k aktivnímu utváření světa, zatímco episkop Venjamin v takovém přístupu spatřoval utopickou snahu ruské inteligence spasit svět vnějšími prostředky. Sám pak navrhoval cestu asketického způsobu života a snahu o dosažení spásy jednotlivce.
Po závěrech sjezdu byl na podzim roku 1925 v Paříži otevřen Pravoslavný teologický ústav svatého Sergeje, který se stal jedním z duchovních středisek celé ruské emigrace. Hnutí také vydávalo vlastní měsíčník Věstník ruského křesťanského hnutí.